# 胡一刀
胡一刀是金庸小說《雪山飛狐》中的男主角，是《飛狐外传》主角胡斐之父，外號「遼東大俠」，是一名使單刀的絕世高手，為人豪氣干雲，俠義為懷。為金庸小說中武功絕頂的高手之一。
因明末「闖王」李自成的四大護衛胡苗范田的世代恩怨，跟當時（清朝乾隆年間）苗家後人「金面佛」苗人鳳決戰數日，最後因中毒身亡。

## 影視形象

### 劇集
- 衛子雲：香港佳視電視劇《雪山飛狐》（1978年）
- 呂良偉：香港無線電視劇《雪山飛狐》（1985年）
- 孟飛：台灣台視電視劇《雪山飛狐》（1991年）
- 黃日華：香港無線電視劇《雪山飛狐》（1999年）
- 黃秋生：中國慈文影視《雪山飛狐》（2007年）
- 秦俊傑：中國企鵝影視《飛狐外傳》（2022年）

### 電影
- 江漢：《雪山飛狐》（1964年），香港粵語長片，峨嵋電影公司
- 鹿峰：《飛狐外傳》（1980年），邵氏公司
- 梁家仁 ：《新飛狐外傳》（1984年），邵氏公司
- 吳毅將：《雪山飛狐之塞北寶藏》（2022年），愛奇藝